# Allothyridae
Famille
Les Allothyridae sont une famille d'holothyrides. Elle comporte deux genres et trois espèces.

## Distribution
Ces acariens se rencontrent en Australie et en Nouvelle-Zélande.

## Liste des genres
- Allothyrus van der Hammen, 1961
- Australothyrus van der Hammen, 1983

## Publication originale
- van der Hammen, 1972 : A revised classification of the mites (Arachnidea, Acarida) with diagnosis, a key, and notes on phylogeny. Zoologische Mededelingen, Leyde, vol. 47 p. 273-292.